# Oświadczenia procesowe
Oświadczenia procesowe – rodzaj czynności procesowych, wyrażenie treści intelektualnych uczestnika procesu. Dzielą się na oświadczenia postulujące (wnioski, podania, prośby) i oświadczenia woli.